# Borís Paitxadze
Borís Paitxadze (en georgià, ბორის პაიჭაძე) (Chokhatauri, 3 de febrer de 1915 - Tbilisi, 9 d'octubre de 1990) fou un futbolista georgià de la dècada de 1940.

## Trajectòria
El seu únic club fou el Dinamo Tbilisi, on jugà entre 1936 i 1951. Nascut a Chokhatauri, de jove es traslladà a Poti per a treballar al port. Allí va conèixer el futbol gràcies a la gent dels vaixells britànics que hi arribaven. Destacà a l'equip universitari i és fitxat pel Dinamo Tbilisi l'any 1936 per a participar en la recentment creada Primera Divisió de la Unió Soviètica.
Destacà com a davanter àgil i amb fort xut. Fou màxim golejador de lliga la temporada 1937, amb vuit gols marcats en setze partits. Mai guanyà cap títol amb el Dinamo, en una època en què el futbol soviètic era dominat pels clubs de Moscou. No obstant fou dos cops segon (1939 i 1940) i tres cops finalista de copa (1936, 1937 i 1946). En tretze temporades al club georgià marcà 105 gols en 190 partits oficiales.
Una greu lesió de genoll patida l'any 1951, l'obligà a retirar-se del futbol actiu amb 36 graus. Després d'un anys de descans, fou escollit entrenador del Dinamo, entre 1953 i 1954.
Va morir el 9 d'octubre de 1990, als 75 anys. Les autoritats georgianes li van posar el seu nom a l'estadi Nacional de Tbilisi, «Estadi Borís Paitxadze», com a homenatge.